# Sovmorgon
Sovmorgon var ett humorprogram i Sveriges Radio P3 med Kjell Eriksson och Ola Karlsson. Programmet var en efterföljare till det prisbelönta Morgonpasset med Kjell Eriksson. Programmet uppmärksammades bland annat för att Naken-Janne naken provsatt radioledningens dyra soffor och att Kjell Eriksson snodde kungens servett som senare ställdes ut på Stockholms slott. Programmet sände även partiledarintervjuer med "Kjelleman". Bland annat statsministern blev intervjuad.